# خطة مدغشقر

تقع مدغشقر قبالة الساحل الشرقي لأفريقيا

كانت خطة مدغشقر اقتراحًا من الحكومة الألمانية النازية بنقل السكان اليهود في أوروبا إلى جزيرة مدغشقر. اقترح فرانز راديماخر رئيس القسم اليهودي في وزارة الخارجية الألمانية الفكرة في يونيو 1940 قبل فترة قصيرة من سقوط فرنسا، ودعا الاقتراح إلى تسليم السيطرة على مدغشقر من فرنسا إلى ألمانيا كجزء من شروط الاستسلام الفرنسية.
تم التحقيق في فكرة إعادة توطين اليهود البولنديين في مدغشقر من قبل الحكومة البولندية في عام 1937،   ولكن القوة التي أرسلت لتقييم إمكانات الجزيرة حددت إماكنية استيعاب 5000 إلى 7000 عائلة فقط، أو حتى أقل كما 500 عائلة بعض التقديرات،  وبسبب النجاح الجزئي لجهود النازيين لتشجيع هجرة السكان اليهود في ألمانيا قبل الحرب العالمية الثانية، تم إحياء فكرة ترحيل اليهود إلى مدغشقر من قبل الحكومة النازية في عام 1940.
أوصى راديماخر في 3 يونيو 1940 بوجوب توفير مدغشقر كوجهة لليهود في أوروبا، وبموافقة أدولف هتلر أصدر أدولف أيخمان مذكرة في 15 أغسطس 1940 تدعو إلى إعادة توطين مليون يهودي في السنة ولمدة 4 سنوات، مع حكم الجزيرة كدولة بوليسية تحت قيادة قوات الأمن الخاصة، وافترضوا أن العديد من اليهود سيخضعون لظروفه القاسية في حال تنفيذ الخطة.  لم تكن الخطة قابلة للتنفيذ بسبب الحصار البحري البريطاني وتم تأجيلها بعد أن خسر النازيون معركة بريطانيا في سبتمبر 1940، وتم وتم إهماله بشكل دائم عام 1942 مع بدء الحل النهائي، والذي كان قد عمل من أجله كخطوة نفسية مهمة. 

## الأصول

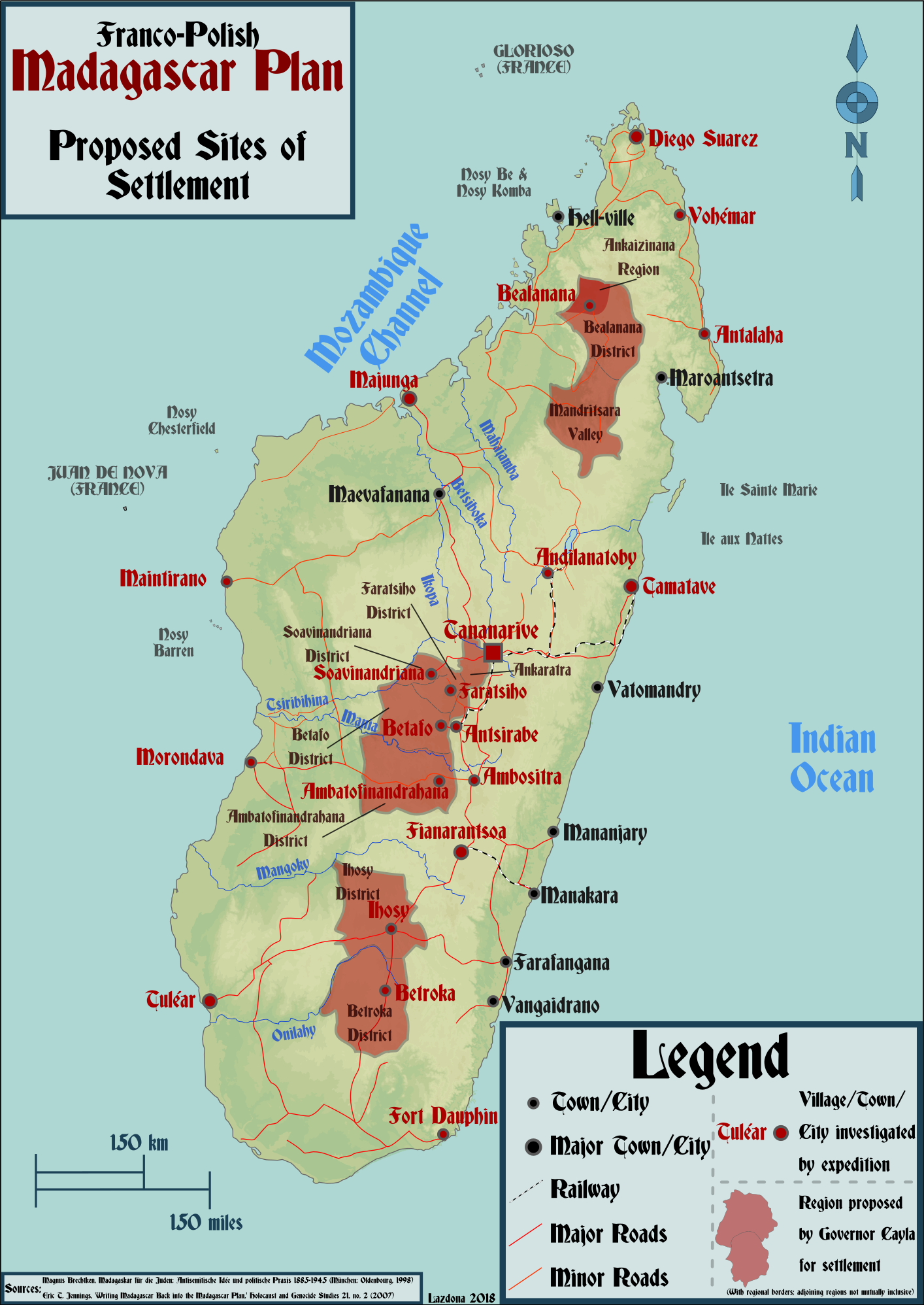
المواقع المقترحة في إطار النسخة الفرنسية / البولندية من الخطة لعام 1937

في أواخر القرن 19 وأوائل القرن العشرين، كان هناك عدد من الخطط لإعادة التوطين لليهود الأوروبيين قبل خطة مدغشقر. اقترح الباحث الاستشراقي بول دي لاجارد أولاً إجلاء اليهود الأوروبيين إلى مدغشقر في كتابه «كتابات ألمانية» (بالألمانية: Deutsche Schriften) عام 1878،   وناقش أعضاء الحركة الصهيونية في 1904-1905 بجدية برنامج أوغندا البريطانية، والذي سيتم بموجبه توطين اليهود الروس - الذين كانوا في خطر مباشر من المذابح المستمرة - فيما يعرف اليوم بكينيا، إلا أن الخطو رُفضت في وقت لاحق باعتبارها غير قابلة للتنفيذ من قبل المؤتمر الصهيوني.  انفصل أتباع الإقليمية عن الحركة الصهيونية الرئيسية وواصلوا البحث عن موقع يمكن أن يستقر فيه اليهود ويقيمون دولة أو على الأقل منطقة مستقلة.  تم الترويج لفكرة إعادة التوطين اليهودية في مدغشقر من قبل معادي السامية البريطانيين هنري هاميلتون بيميش وأرنولد ليز وآخرين،  وقامت الحكومة البولندية بالتعاون مع الفرنسيين بتفويض فريق عمل عام 1937 لدراسة إمكانية توطين يهود بولنديين في الجزيرة.  رأى رئيس اللجنة ميتشيسواف ليبكي [الإنجليزية] أن الجزيرة يمكن أن تستوعب 5,000 إلى 7,000 أسرة، ولكن قدر الاعضاء اليهود في اللجنة - بسبب المناخ وضعف البنية التحتية- قدرة الجزيرة على استيعاب 500 أسرة فقط أو حتى أقل.   

## في ألمانيا النازية
كانت العنصرية ومعاداة السامية من المبادئ الأساسية للحزب النازي والحكومة النازية،  وبدأ التمييز والهجمات العنيفة ضد اليهود مباشرة بعد الوصول للسلطة في عام 1933.  استخدم النازيون العنف والضغط الاقتصادي لتشجيع اليهود على مغادرة البلاد طواعية،  وبحلول عام 1939 هاجر حوالي 250,000 من اليهود في ألمانيا البالغ عددهم 437,000 إلى الولايات المتحدة والأرجنتين والمملكة المتحدة وفلسطين وبلدان أخرى.  
استولت القيادة النازية على فكرة ترحيل اليهود الألمان المتبقين في الخارج، وكانت الأراضي القاحلة غير المنتجة تعتبر وجهات مناسبة حيث من شأنه أن يمنع المبعدين من الازدهار في موقعهم الجديد.  في مذكرته التي صدرت في مايو 1940 إلى هتلر بشأن معاملة السكان الأجانب في الشرق، أعلن زعيم الرايخ إس إس هاينريش هيملر أنه يأمل في رؤية «بالقضاء على مصطلح» يهودي « تمامًا [...] من خلال الهجرة الهائلة لجميع اليهود إلى أفريقيا أو مستعمرة أخرى». 

### يبدأ التخطيط
بدأت المناقشات الأولية عام 1938 بين أيديولوجيين نازيين مثل يوليوس شترايشر وهيرمان غورينغ وألفرد روزنبرغ ويواكيم فون ريبينتروب،  وكان 10% من اليهود تحت الولاية الألمانية في ذلك التاريخ كانوا بولنديين، وأعرب جوزيف ليبسيكي السفير البولندي في ألمانيا عن تردد بلاده في استعادتهم، ووافقت الحكومة البولندية على عدم السماح لحاملي جوازات السفر البولنديين بالعودة إلا في ظل ظروف محددة.  عندما أثار ريبنتروب الأمر مع وزير الخارجية الفرنسي جورج بونيه في ديسمبر من ذلك العام، أعرب بونيه عن تردد فرنسا في استقبال المزيد من اليهود الألمان واستفسر عما إذا كان من الممكن اتخاذ إجراءات لمنع وصولهم. كانت فرنسا نفسها تفكر في كيفية ترحيل حوالي 10 آلاف يهودي وتعتبر ما إذا كانت مدغشقر وجهة مناسبة.  بدأ التخطيط لعمليات الترحيل الألمانية إلى مدغشقر رسميًا في عام 1940،  أرسل فرانز راديماخر، الذي تم تعيينه مؤخرًا رئيسًا للقسم اليهودي بوزارة الخارجية في 3 يونيو إلى رئيسه الدبلوماسي مارتن لوثر مذكرة حول مصير اليهود،  قال راديماخر: «الحل المرغوب فيه هو: كل اليهود خارج أوروبا».  تم النظر لفترة وجيزة في فلسطين كوجهة، لكنه اعتبرها غير مناسبة حيث اعتبر أنه من غير المستحب إقامة دولة يهودية قوية في الشرق الأوسط، كذلك كانت فلسطين في ذلك الوقت تحت السيطرة البريطانية.  أوصى راديماخر بإتاحة المستعمرة الفرنسية لمدغشقر كوجهة لليهود في أوروبا كواحدة من شروط استسلام فرنسا التي قام الألمان بغزوها في 10 مايو 1940.  لاحظ راديماخرأن اليهود المعاد توطينهم يمكن استخدامهم كرهائن لضمان «السلوك الجيد في المستقبل لرفاقهم العنصريين في أمريكا». 
طرح «لوثر» الموضوع على وزير الخارجية «ريبنتروب» الذي كان يقوم بتطوير نظام مماثل في نفس الوقت، وبحلول 18 يونيو تحدث هتلر وربنتبروب عن الخطة مع الزعيم الإيطالي بينيتو موسوليني كإمكانية يمكن اتباعها بعد هزيمة فرنسا.   وبمجرد علمه بالخطة، أصر الأس أس أوبر غروبن فوهرر راينهارد هايدريش رئيس مكتب الأمن الرئيسي في الرايخ على أن يتخلى ريبنتروب عن أي مسؤولية مستقبلية عن الخطة لصالح ذلك المكتب، وبما أن هايدريش قد تم تعيينه من قبل غورينغ في يناير 1939 للإشراف على عمليات الإخلاء اليهودية من الأراضي التي تحتلها ألمانيا، فقد كانت القضية اليهودية تحت إدارته،  وسرعان ما تورط أدولف أيخمان، رئيس قسم (IVHA B4) التابع لمكتب الأمن الرئيسي، والذي تعامل مع الشؤون اليهودية والإخلاء، وفي 15 أغسطس أصدر مذكّرة بعنوان مكتب الأمن الرئيسي في الرايخ: مشروع مدغشقر (بالألمانية: Reichssicherheitshauptamt: Madagaskar Projekt)، داعياً إلى إعادة توطين مليون يهودي سنويًا لمدة 4 سنوات والتخلي عن فكرة الاحتفاظ بأي يهود في أوروبا. وأكد أن المكتب سيسيطر على جميع جوانب البرنامج.  حين دعا راديماخر إلى أن تكون المستعمرة تحت السيطرة الألمانية ولكنها تتمتع بالحكم الذاتي في ظل الإدارة اليهودية، أوضح إيخمان أنه كان يعتزم في تحكم أفراد القوات الخاصة في كل جانب من جوانب الحياة في الجزيرة، والتي سيحكمونها كدولة بوليسية. 
معظم المكاتب النازية، بما في ذلك وزارة الخارجية وشرطة الأمن والحكومة العامة تعلق آمالهم على الخطة باعتبارها الفرصة الأخيرة «لحل المشكلة اليهودية» من خلال الهجرة.  رأى هانز فرانك حاكم الحكومة العامة (الجزء المحتل من بولندا) إعادة التوطين القسري في مدغشقر بأنها أفضل من الجهود المجزأة حتى الآن في الترحيل إلى بولندا. وحتى 10 يوليو ألغيت عمليات الترحيل إلى بولندا وتم وقف بناء حي اليهود في فارصوفيا، لأنه بدا حينئذٍ غير ضروري. 

### استمرار التخطيط
تصور راديماخر تأسيس بنك أوروبي يقوم في نهاية المطاف بتصفية جميع الأصول اليهودية الأوروبية لدفع ثمن الخطة، ثم يقوم هذا البنك بدور وسيط بين مدغشقر وبقية العالم حيث لن يسمح لليهود بالتفاعل ماليا مع الغرباء، وسيشرف مكتب غورينغ لخطة الأربع سنوات على إدارة اقتصاديات الخطة. 
بالإضافة إلى ذلك، توقع راديماخر أدوارًا للوكالات الحكومية الأخرى، فستتفاوض وزارة الشؤون الخارجية مع فرنسا لتسليم مدغشقر إلى ألمانيا كما أنها ستلعب دورًا في صياغة معاهدات أخرى للتعامل مع يهود أوروبا. قسم المعلومات جنبا إلى جنب مع جوزيف غوبلز ووزارته للتنوير العام والدعاية، من شأنهما السيطرة على تدفق المعلومات في الداخل والخارج، سيشرف فيكتور براك، رئيس قسم في مستشارية الفوهرر على النقل، ستقوم قوات الأمن الخاصة بطرد اليهود من أوروبا وتحكم الجزيرة كدولة بوليسية.  توقع النازيون أنه بعد غزو المملكة المتحدة في عملية "أسد البحر" سيقودون الأسطول التجاري البريطاني لنقل اليهود إلى مدغشقر،  وكان من المتوقع أن يهلك العديد من المرحلين في ظروف قاسية أو يموتون على أيدي قوات الأمن الخاصة.  وُصفت الخطة من قبل المؤرخ إيان كيرشو كإبادة جماعية بطريقة بديلة. 

### وقف الخطة
مع فشل هزيمة سلاح الجو الملكي في معركة بريطانيا، تم تأجيل الغزو المقترح للمملكة المتحدة إلى أجل غير مسمى في 17 سبتمبر 1940، وهذا يعني أن الأسطول التجاري البريطاني لن يكون تحت تصرف ألمانيا لاستخدامه في عمليات الإخلاء، ومن ثم إيقاف التخطيط لاقتراح مدغشقر.  في أواخر أغسطس عام 1940، طلب راديماخر من ريبنتروب عقد اجتماع في وزارته للبدء في تشكيل لجنة من الخبراء لتعزيز الخطة لكن ريبنتروب لم يستجب. وعلى نحو مماثل، تراجعت مذكرة أيخمان مع هايدريش، الذي لم يوافق عليها.  استؤنفت إقامة غيتوهات في وارسو ومدن أخرى في بولندا في أغسطس 1940،  وتم أرشفة الخطة رسميًا في وزارة الخارجية في فبراير 1942.  سيطرت القوات البريطانية على الجزيرة من فيشي فرنسا في معركة مدغشقر، وفي نوفمبر 1942 نقلت السيطرة إلى الفرنسية الحرة.
في نهاية عام 1940، طلب هتلر من هيملر صياغة خطة جديدة للقضاء على يهود أوروبا، وأرسل هيملر المهمة إلى هايدريش الذي اقترح مشروعه ترحيل اليهود إلى الاتحاد السوفيتي عن طريق بولندا.  فيما بعد، اقترحالجنرالبلان أوست (بالألمانية: Generalplan Ost) «الخطة العامة للشرق»، الذي أعده البروفيسور كونراد ماير وآخرون، إلى ترحيل جميع سكان أوروبا الشرقية المحتلة والاتحاد السوفيتي إلى سيبيريا، إما لاستخدامهم كعمال بالسخرة أو للقتل بعد الهزيمة السوفييتية، وبما أن نقل أعداد كبيرة من الناس إلى مناطق القتال أمر مستحيل، قرر هايدريش أن اليهود سيُقتلون في معسكرات الإبادة التي أقيمت في المناطق المحتلة من بولندا.  يقدر العدد الإجمالي لليهود الذين قتلوا خلال المحرقة من 5.5 إلى 6 ملايين شخص.